# Ramin (Vorname)
Ramin ist ein männlicher persischer Vorname. Die Schreibweise im Persischen lautet:  رامین,

## Bedeutung und Herkunft
Übersetzt bedeutet er  
- der von Gott geschützte
- Bogenschütze, Schütze
- Der Barmherzige

Der Name taucht in der persischen Literatur mehrfach auf, so beispielsweise im berühmten „Schahname“ des iranischen Nationalhelden und Dichters Ferdousi, sowie als Hauptdarsteller in der Liebesgeschichte „Wis und Ramin“. Asad Gorgani hatte diese in mittelpersischer Sprache verfasste parthische Legende mit seinem Epos aus dem elften Jahrhundert n. Chr. wieder ins Leben erweckt.

## Namensträger
- Ramin Abtin (* 1972), deutscher Kickboxer
- Ramin Bahrami (* 1976), deutsch-iranischer Pianist
- Ramin Djawadi (* 1974), deutsch-iranischer Komponist orchestraler Musik
- Ramin Hacıyev (* 1987), aserbaidschanischer Unternehmer und Pokerspieler
- Ramin Jahanbegloo (* 1956), iranischer Philosoph
- Ramin Karimloo (* 1978), kanadischer Musicaldarsteller
- Ramin Mehrabani (* 1986), iranischer Straßenradrennfahrer
- Ramin Ott (* 1986), amerikanisch-samoanischer Fußballspieler
- Ramin Yektaparast (1988–2024), deutsch-iranischer Biker